# Adiantum tenuissimum
Adiantum tenuissimum är en kantbräkenväxtart som beskrevs av Paul Hermann Wilhelm Taubert. Adiantum tenuissimum ingår i släktet Adiantum och familjen Pteridaceae. Inga underarter finns listade.